# Ryzec ryšavý
Ryzec ryšavý (Lactarius rufus) je nejedlá houba, z čeledi holubinkovité (Russulaceae). Do této skupiny patří například ryzec pravý (Lactarius deliciosus). Charakteristické znaky má podobné holubinkám (křehká dužnina, stavba).

## Popis
Klobouk má v průměru 3–8 cm, je nízce sklenutý s centrálním hrbolkem uprostřed. V mládí s podehnutým okrajem, v dospělosti s okrajem vroubkatým. Pokožka klobouku je cihlově hnědá, v mládí slídovitě ojíněná až lysá a suchá.       
Lupeny má husté s náběhem ke sbíhání na třeň. V mládí bledé, pak hnědavě načervenalé s tmavšími skvrnami. Ve stáří jsou bílé a poprášené.       
Třeň delší průměru klobouku, tlustý (1 cm). Zpočátku světlejší, později červenozrzavý, podobný barvě klobouku. V mládí je suchý a ojíněný. Pach třeně pryskyřičný a chuť podobně jako chuť mléka je palčivá.       
Dužnina bělavá až nažloutlá. V kůře třeně je červenohnědá, zatímco v bázi třeně je tmavší. Roní bílé a hojné mléko, které je chuťově palčivé.       
Výtrusy jsou široce elipsovité až žebernaté. Mají spojky, které dotvářejí síť.       
Výtrusný prach je bílý.

## Výskyt a rozšíření
Na kyselých půdách, které jsou nevápenité. Obývá sušší oblasti (borové lesy), vzácněji jehličnaté lesy a břízy.
Ryzec ryšavý se objevuje od pozdního jara do pozdního podzimu. Je rozšířen v mírném pásu severní polokoule. Vyskytuje se především v Severní Americe, v severní Kalifornii ho můžeme najít od konce léta do konce zimy.

## Použití
Houba, která není příliš chutná díky své palčivosti. Tu lze odstranit tak, že pokrájené houby máčíme ve studené vodě.
Pak je na 10 minut vaříme v čerstvé vodě, vodu slijeme a houby znovu propláchneme ve studené vodě.
Ve Skandinávii je po svaření přidávána do kyselých salátů nebo se smaží na slanině. V České republice je považován za nejedlý. Ryzec ryšavý tvoří mykorhizu s listnatými stromy i jehličnany (např. s kosodřevinou horskou).

## Záměna
Ryzec ryšavý lze zaměnit s několika druhy. Příkladem je ryzec syrovinka (Lactarius volemus) který páchne po rybině, má sladké mléko a nevyskytuje se u něj centrální hrbolek. Dále ho lze zaměnit za ryzec liškový (Lactarius tabidus), který se liší bílou plodnicí a nahořklým mlékem. Ryzec dubový (Lactarius quietus), který má žlutavé mléko a roste převážně pod duby.